# Protepicyon raki
Protepicyon raki è un mammifero carnivoro appartenente ai canidi. Visse nel Miocene medio (circa 16 – 12 milioni di anni fa) e i suoi resti fossili sono stati ritrovati in Nordamerica (California, Nuovo Messico).

## Descrizione
Questo animale era un canide di media-grossa taglia, dalla corporatura robusta. La costruzione generale del cranio di Protepicyon aveva già iniziato ad anticipare quella di canidi successivi come Epicyon: la zona sopra le orbite era bombata e dalle ossa spesse, il rostro allungato, il palato stretto e la bolla timpanica (la regione che proteggeva il timpano e le ossa dell'orecchio) ingrandita. I denti di Protepicyon iniziavano ad assumere le forme robuste di quelle dei canidi borofagini successivi. Il terzo incisivo superiore possedeva due distinte cuspidi laterali, che distinguono Protepicyon dalle forme simili.

## Classificazione
Protepicyon è noto grazie a una varietà di fossili ritrovati in California e Nuovo Messico, che testimoniano la presenza di un canide dalle caratteristiche che sembrano anticipare quelle di alcune forme specializzate del Miocene superiore e del Pliocene (Epicyon e Borophagus). Questi animali erano le forme più derivate della sottofamiglia Borophaginae, un gruppo di canidi dalla morfologia robusta e dal cranio bombato. Rispetto ad alcune forme più primitive (come Carpocyon e Paratomarctus), Protepicyon possedeva alcune caratteristiche derivate, ad esempio una fossa ospitante il muscolo massetere molto profonda.